# Kalonzo Musyoka

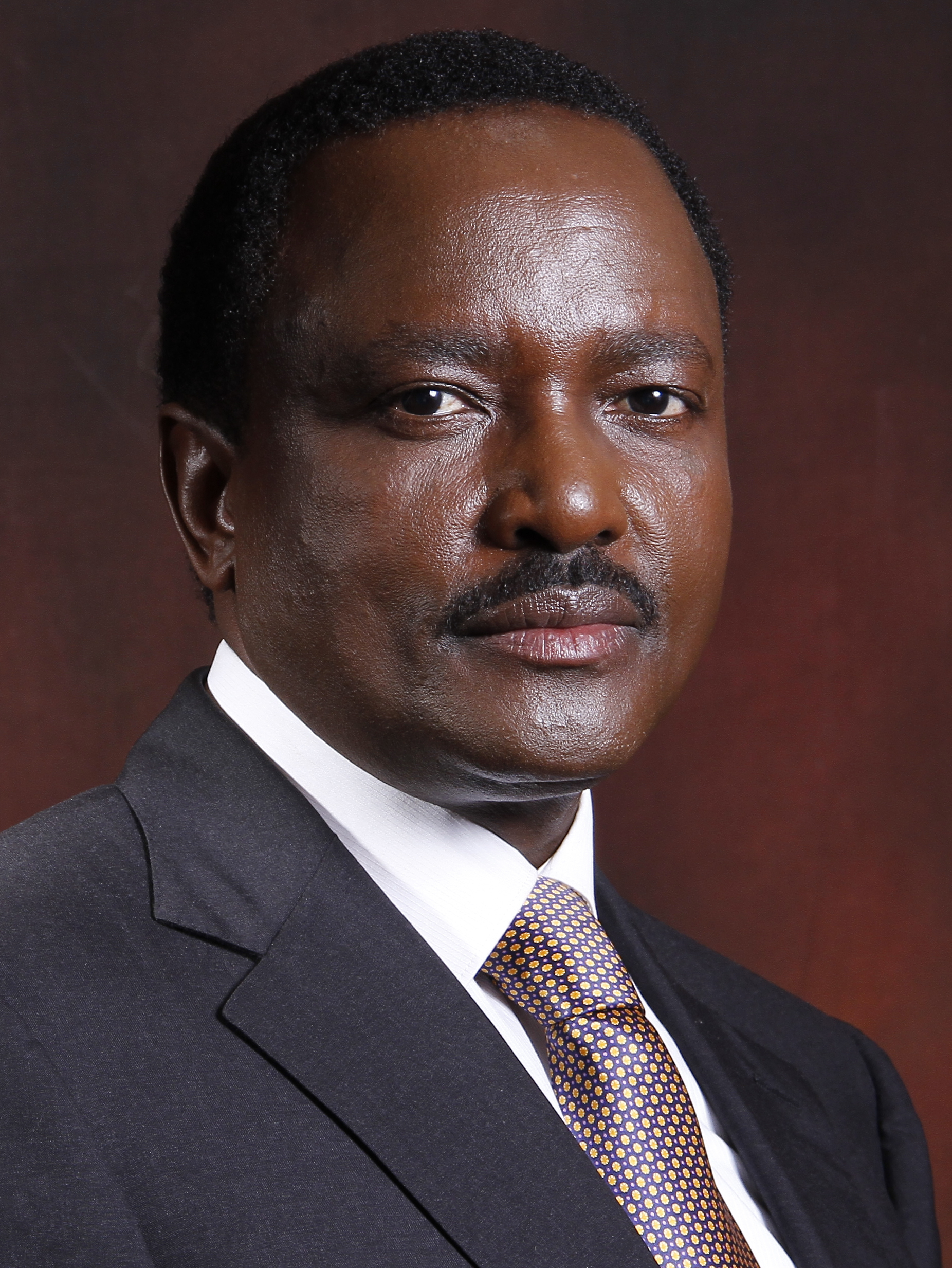
Kalonzo Musyoka.

Stephen Kalonzo Musyoka, född 24 december 1953 i Tseikuru i Mwingi, Östprovinsen, är en kenyansk politiker som var Kenyas vicepresident från januari 2008 till april 2013. Han är också partiledare för ODM-Kenya, ett av partierna i landets samlingsregering.
Musyoka studerade juridik vid Nairobi universitet och vid Kenya School of Law. Han läste också under en tid på Cypern, innan han i 30-årsåldern engagerade sig politiskt. Han kandiderade till parlamentsvalet i Kitui North 1983 för det enda då tillåtna partiet, president Daniel arap Mois Kanu. Musyoka fick inte nog med röster då, men vann istället platsen vid ett fyllnadsval 1985, 32 år gammal.
1986 fick han sin första ministerpost, som arbetsmarknadsminister. Mellan 1988 och 1998 var han partisekreterare (National Organizing Secretary) i Kanu. När Moiregimen föll och Kenya blev en flerpartistat 1992 valde Musyoka att stanna i Kanu, som behöll makten i ytterligare två mandatperioder. Mellan 1993 och 1998 var han utrikesminister under Moi.
2002 lämnade Musyoka Kanu och anslöt sig till Nationella regnbågskoalitionen, som vann valet samma år. Mellan 2003 och 2004 var Musyoka för andra gången utrikesminister, nu under president Mwai Kibaki. Därefter satt han två år som miljöminister. Han sparkades från regeringen efter att framgångsrikt ha lett nej-kampanjen i folkomröstningen om den nya konstitution 2005.
Efter gästspel i småpartierna liberaldemokraterna och Labor gick han inför valet i med i ODM-Kenya. Partiet splittrades under kampanjen i två: ODM under Raila Odinga och ODM-Kenya under Kalonzo Musyoka.
I valet 2007 kandiderade Musyoka utan framgång som presidentkandidat (han fick 9 procent av rösterna), men blev istället viceminister som en av två ministrar från ODM-Kenya i samlingsregeringen som tillsattes efter eftervalskrisen 2007/2008 och Kofi Annans medling.